# 和平路街道 (合肥市)
和平路街道，是中华人民共和国安徽省合肥市瑶海区下辖的一个乡镇级行政单位。

## 行政区划
和平路街道下辖以下地区：
肥东路社区、茂林路社区、当涂路社区和裕溪路社区。